# كاساندرا دي بيكول
كاساندرا دي بيكول (بالإنجليزية: Cassandra DePecol)‏ (23 يونيو 1989 في كونيتيكت، الولايات المتحدة الأمريكية) هي مؤلفة أمريكية، رحالة، ناشطة، اشتهرت بأنها أول امرأة موثقة تسافر إلى كل دولة ذات سيادة في العالم. وقد سجلت رسميًا في موسوعة غينيس للأرقام القياسية في فئتين: «أسرع وقت لزيارة جميع الدول ذات السيادة» و «أسرع وقت لزيارة جميع الدول ذات السيادة - أنثى». وهي معروفة أيضًا بظهورها على المسلسل التلفزيوني الواقعي 'Naked and Afraid'. في يوليو من عام 2018 أصدرت مذكراتها التي تحمل اسم اكسبدشن 196: (أول امرأة مسجّلة للسفر في كل بلد في العالم).

## السيرة الشخصية
ولدت كاساندرا دي بيكول في 23 يونيو 1989 في كونيتيكت، الولايات المتحدة. بعد تخرجها من المدرسة الثانوية في عام 2007، التحقت بجامعة لونغ آيلاند وجامعة جرين ماونتن وكلية مدينة سانتا باربرا قبل السفر في أوروبا لمدة عامين. بعد عودتها من أوروبا، عملت كمتدربة مساعدة أجنبية في بوليفيا ومستشار في فندق صديق للبيئة في الإكوادور. بعد تجربة عمل يومي منتظم لفترة من الوقت، أطلقت رحلتها حول العالم.

## السفر حول العالم
من 24 يوليو 2015 إلى 2 فبراير 2017، سافرت دي بيكول إلى كل دولة ذات سيادة في العالم.